# Winklarn (Germania)
Winklarn è un comune tedesco di 1 448 abitanti, situato nel land della Baviera.